# Zoltán Dudás
Zoltán Dudás (Miskolc, 8 settembre 1933 – Budapest, 13 settembre 1989) è stato un calciatore ungherese, di ruolo difensore.

## Carriera

### Club
Ha sempre giocato nel campionato ungherese.

### Nazionale
Ha collezionato 2 presenze con la maglia della Nazionale.